# Rallye Korsika 2008

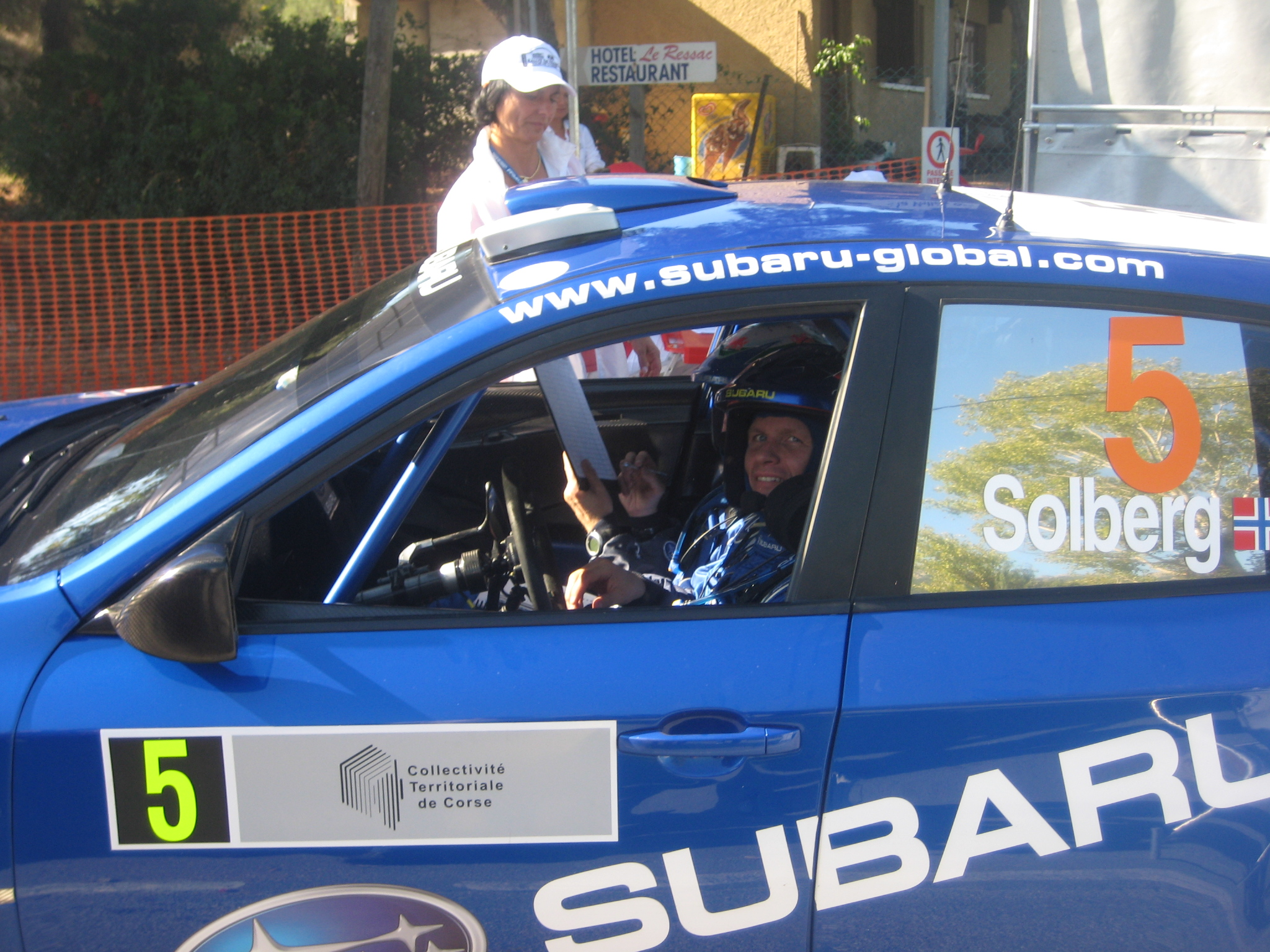
Petter Solberg und Phil Mills im Subaru Impreza WRC bei der Rallye Korsika.

Die 52. Rallye Korsika (auch Tour de Corse genannt) war der dreizehnte von 15 FIA-Weltmeisterschaftsläufen 2008. Die Rallye bestand aus 16 Wertungsprüfungen auf Asphalt-Straßen und wurde zwischen dem 10. und dem 12. Oktober ausgetragen. Sie war vorerst die letzte Tour de Corse mit WRC-Status.

## Klassifikationen

### Endresultat
| Pos    | Fahrer             | Co-Pilot         | Auto               | Zeit      | Rückstand | Punkte |     |
| WRC    | WRC                | WRC              | WRC                | WRC       | WRC       | WRC    | WRC |
| ------ | ------------------ | ---------------- | ------------------ | --------- | --------- | ------ | --- |
| 1      | Sébastien Loeb     | Daniel Elena     | Citroën C4 WRC     | 3:42:58.0 | 00:00.0   | 10     |     |
| 2      | Mikko Hirvonen     | Jarmo Lehtinen   | Ford Focus RS WRC  | 3:46:22.7 | 03:24.7   | 8      |     |
| 3      | François Duval     | Patrick Pivato   | Ford Focus RS WRC  | 3:46:29.6 | 03:31.6   | 6      |     |
| 4      | Jari-Matti Latvala | Miikka Anttila   | Ford Focus RS WRC  | 3:46:35.5 | 03:37.5   | 5      |     |
| 5      | Petter Solberg     | Phil Mills       | Subaru Impreza WRC | 3:48:33.4 | 05:35.4   | 4      |     |
| 6      | Chris Atkinson     | Stéphane Prévot  | Subaru Impreza WRC | 3:49:08.4 | 06:10.4   | 3      |     |
| 7      | Urmo Aava          | Kuldar Sikk      | Citroën C4 WRC     | 3:50:23.2 | 07:25.2   | 2      |     |
| 8      | Matthew Wilson     | Scott Martin     | Ford Focus RS WRC  | 3:52:00.2 | 09:02.2   | 1      |     |
| JWRC   |                    |                  |                    |           |           |        |     |
| 1 (19) | Martin Prokop      | Jan Tománek      | Citroën C2 S1600   | 4:04:43.9 | 21:45.9   | 10     |     |
| 2 (20) | Sébastien Ogier    | Julien Ingrassia | Citroën C2 S1600   | 4:05:01.6 | 22:03.6   | 8      |     |
| 3 (21) | Pierre Campana     | Samuel Teissier  | Renault Clio R3    | 4:05:37.2 | 22:39.2   | 6      |     |
| 4 (25) | Pierre Marché      | Julien Giroux    | Suzuki Swift S1600 | 4:06:51.8 | 23:53.8   | 5      |     |
| 5 (26) | Aaron Burkart      | Michael Kölbach  | Citroën C2 S1600   | 4:07:21.7 | 24:23.7   | 4      |     |
| 6 (28) | Patrik Sandell     | Emil Axelsson    | Renault Clio R3    | 4:08:08.2 | 25:10.2   | 3      |     |
| 7 (29) | Florian Niegel     | André Kachel     | Suzuki Swift S1600 | 4:09:03,7 | 26:05.7   | 2      |     |
| 8 (30) | Kevin Abbring      | Erwin Mombaerts  | Renault Clio R3    | 4:10:01,3 | 27:03.3   | 1      |     |

### Wertungsprüfungen
| Tag                             | WP                              | Name                            | Länge    | Start MESZ                        | Gewinner                    | Co-Pilot                         | Auto           | Zeit    | Ø km/h | Leader         |
| ------------------------------- | ------------------------------- | ------------------------------- | -------- | --------------------------------- | --------------------------- | -------------------------------- | -------------- | ------- | ------ | -------------- |
| Tag 1 (10. Okt.)                | WP1                             | Acqua Doria – Serra di Ferro 1  | 15,92 km | 09:18                             | Sébastien Loeb              | Daniel Elena                     | Citroën C4 WRC | 09:27.4 | 101,0  | Sébastien Loeb |
| Tag 1 (10. Okt.)                | WP2                             | Portigliolo – Bocca Albitrina 1 | 16,62 km | 10:11                             | Sébastien Loeb              | Daniel Elena                     | Citroën C4 WRC | 09:21.9 | 106,5  | Sébastien Loeb |
| Tag 1 (10. Okt.)                | WP3                             | Arbellara – Aullene 1           | 27,42 km | 11:09                             | Sébastien Loeb              | Daniel Elena                     | Citroën C4 WRC | 15:51.4 | 103,8  | Sébastien Loeb |
| Tag 1 (10. Okt.)                | Service Ajaccio 13:19 (30 Min.) |                                 |          |                                   |                             |                                  |                |         |        | Sébastien Loeb |
| Tag 1 (10. Okt.)                | WP4                             | Acqua Doria – Serra di Ferro 2  | 15,92 km | 14:37                             | Sébastien Loeb              | Daniel Elena                     | Citroën C4 WRC | 09:32.2 | 100,2  | Sébastien Loeb |
| Tag 1 (10. Okt.)                | WP5                             | Portigliolo – Bocca Albitrina 2 | 16,62 km | 15:30                             | Sébastien Loeb              | Daniel Elena                     | Citroën C4 WRC | 09:22.5 | 106,4  | Sébastien Loeb |
| Tag 1 (10. Okt.)                | WP6                             | Arbellara – Aullene 2           | 27,42 km | 16:28                             | Sébastien Loeb              | Daniel Elena                     | Citroën C4 WRC | 15:48.9 | 104,0  | Sébastien Loeb |
| Tag 1 (10. Okt.)                | Service Ajaccio 18:13 (45 Min.) |                                 |          |                                   |                             |                                  |                |         |        | Sébastien Loeb |
| Tag 2 (11. Okt.)                |                                 |                                 |          |                                   |                             |                                  |                |         |        | Sébastien Loeb |
| Service Ajaccio 07:55 (15 Min.) |                                 |                                 |          |                                   |                             |                                  |                |         |        | Sébastien Loeb |
| WP7                             | Carbuccia – Scalella 1          | 21,88 km                        | 08:48    | Sébastien Loeb                    | Daniel Elena                | Citroën C4 WRC                   | 14:26.3        | 90,9    |        | Sébastien Loeb |
| WP8                             | Calcatoggio Du Liamone 1        | 24,95 km                        | 10:21    | Sébastien Loeb                    | Daniel Elena                | Citroën C4 WRC                   | 17:09.2        | 88,0    |        | Sébastien Loeb |
| WP9                             | Appricciani – Coggia 1          | 14,37 km                        | 11:19    | Sébastien Loeb                    | Daniel Elena                | Citroën C4 WRC                   | 09:23.9        | 91,7    |        | Sébastien Loeb |
| Service Ajaccio 12:45 (30 Min.) |                                 |                                 |          |                                   |                             |                                  |                |         |        | Sébastien Loeb |
| WP10                            | Carbuccia – Scalella 2          | 21,88 km                        | 14:02    | Sébastien Loeb                    | Daniel Elena                | Citroën C4 WRC                   | 14:33.6        | 90,2    |        | Sébastien Loeb |
| WP11                            | Calcatoggio Du Liamone 2        | 24,95 km                        | 15:35    | Sébastien Loeb                    | Daniel Elena                | Citroën C4 WRC                   | 17:08.0        | 88,1    |        | Sébastien Loeb |
| WP12                            | Appricciani – Coggia 2          | 14,37 km                        | 16:33    | François Duval                    | Patrick Pivato              | Ford Focus RS WRC                | 09:21.3        | 92,2    |        | Sébastien Loeb |
| Service Ajaccio 17:43 (45 Min.) |                                 |                                 |          |                                   |                             |                                  |                |         |        | Sébastien Loeb |
| Tag 3 (13. Okt.)                |                                 |                                 |          |                                   |                             |                                  |                |         |        | Sébastien Loeb |
| Service Ajaccio 07:55 (15 Min.) |                                 |                                 |          |                                   |                             |                                  |                |         |        | Sébastien Loeb |
| WP13                            | Agosta – Pont De Calzola 1      | 31,81 km                        | 08:43    | Sébastien Loeb                    | Daniel Elena                | Citroën C4 WRC                   | 19:10.2        | 99,6    |        | Sébastien Loeb |
| WP14                            | Pietra Rossa – Verghia 1        | 26,32 km                        | 09:36    | Sébastien Loeb                    | Daniel Elena                | Citroën C4 WRC                   | 16:25.6        | 96,1    |        | Sébastien Loeb |
| Service Ajaccio 11:11 (30 Min.) |                                 |                                 |          |                                   |                             |                                  |                |         |        | Sébastien Loeb |
| WP15                            | Agosta – Pont De Calzola 2      | 31,81 km                        | 12:14    | Jari-Matti Latvala Sébastien Loeb | Miikka Anttila Daniel Elena | Ford Focus RS WRC Citroën C4 WRC | 19:22.0        | 98,6    |        | Sébastien Loeb |
| WP16                            | Pietra Rossa – Verghia 2        | 26,32 km                        | 13:07    | Mikko Hirvonen                    | Jarmo Lehtinen              | Ford Focus RS WRC                | 16:27.4        | 96,0    |        | Sébastien Loeb |
| Service Ajaccio 14:20 (10 Min.) |                                 |                                 |          |                                   |                             |                                  |                |         |        | Sébastien Loeb |

Quelle:

### Gewinner Wertungsprüfungen
| WP          | Anzahl | Fahrer             | Auto              |
| ----------- | ------ | ------------------ | ----------------- |
| 1–11, 13–15 | 14     | Sébastien Loeb     | Citroën C4 WRC    |
| 12          | 1      | François Duval     | Ford Focus RS WRC |
| 15          | 1      | Mikko Hirvonen     | Ford Focus RS WRC |
| 16          | 1      | Jari-Matti Latvala | Ford Focus RS WRC |

### Fahrer-WM nach der Rallye
| Pos. | Fahrer             | Punkte |
| ---- | ------------------ | ------ |
| 1    | Sébastien Loeb     | 106    |
| 2    | Mikko Hirvonen     | 92     |
| 3    | Dani Sordo         | 59     |
| 4    | Chris Atkinson     | 45     |
| 5    | Jari-Matti Latvala | 42     |

### Team-Weltmeisterschaft
| Pos. | Team        | Punkte |
| ---- | ----------- | ------ |
| 1    | Citroën WRT | 169    |
| 2    | Ford WRT    | 146    |
| 3    | Subaru WRT  | 87     |
| 4    | Stobart WRT | 62     |